# Прапори земель Німеччини
Федеративна Республіка Німеччина складається з 16-ти земель:

## Прапори земель Німеччини
| Прапор | Затверджений                         | Використання                   | Опис |
| ------ | ------------------------------------ | ------------------------------ | --- |
|        | 1953 –                               | Баварія                        | Офіційно у Баварії два прапори, обидва прийняті 16 листопада 1953 року, обидва мають пропорції 3:5, обидва використовують традиційні кольори землі - білий і блакитний. Норми, в якому випадку використовується той чи інший прапор відсутні. У першому варіанті («смугастий прапор» ) використовується полотнище з розмірами сторін 3 до 5, верхня половина біла, нижня - блакитна. У другому варіанті («діамантовий прапор») використовується чергування білих і блакитних ромбів («діамантів»). При цьому кількість ромбів не повинна бути менше 21, а зріз ромба в правому верхньому куті повинен бути білого кольору. |
|        | 1954 –                               | Баден-Вюртемберг               | Прапор складається з двох рівнозначних смуг чорного та золотого кольору з гербом землі у центрі. Пропорції прапору: 3:5. |
|        | 1954-1990 (Західний Берлін) 1990 –   | Берлін                         | Прапор складається з трьох нерівних по ширині смуг: червоної, білої та червоної. Кожна червона смуга має ширину в 1/5 ширини прапора, біла смуга, відповідно, займає по ширині три п'ятих. На прапорі білу смугу займає здиблений чорний ведмідь - гербова фігура берлінського герба. Пропорції прапору: 3:5. |
|        | 1991 –                               | Бранденбург                    | Являє собою прямокутне полотнище з двома рівними по ширині горизонтальними смугами червоного і білого кольорів з гербом Бранденбургу - червоним орлом на білому щиті - в середині. Пропорції прапору: 3:5. |
|        | 1947 –                               | Бремен                         | Прапор складається з восьми рівнозначних горизонтальних смуг червоного та білого кольорів, які чергуються і змінюються біля флагштока. У центрі розміщується герб Бремену. Пропорції прапору: 2:3. |
|        | 1751 –                               | Гамбург                        | Являє собою червоне полотнище з білим замком що має три башти - гербовою фігурою Гамбурга. Пропорції прапору: 2:3. |
|        | 1948 –                               | Гессен                         | Являє собою прямокутне полотнище з двома рівними по ширині горизонтальними смугами червоного і білого кольорів з гербом землі в середині. Пропорції прапору: 3:5. |
|        | 1990 –                               | Мекленбург — Передня Померанія | Являє собою прямокутне полотнище із смугами (зверху вниз) синього, білого, жовтого, білого і червоного кольорів, із співвідношенням ширини 4:3:1:3:4. В центрі розміщені символи Мекленбурга (чорна голова бика) зліва і Передньої Померанії (червоний грифон) справа. Пропорції прапору: 3:5. |
|        | 1951 –                               | Нижня Саксонія                 | Прапор Нижньої Саксонії заснований на прапорі Німеччини. У центрі чорно-червоно-жовтого триколору поміщений герб Нижньої Саксонії. Пропорції прапору: 2:3. |
|        | 1945 –                               | Рейнланд-Пфальц                | Прапор землі заснований на прапорі Німеччини. У верхньому лівому куті чорно-червоно-жовтого триколору поміщений герб Рейнланд-Пфальцу. Пропорції прапору: 2:3. |
|        | 1957 –                               | Саар                           | Прапор Саару заснований на прапорі Німеччини. У центрі чорно-червоно-жовтого триколору поміщений герб Саару. Пропорції прапору: 3:5. |
|        | 1815-1918 1920-1935 1947-1952 1991 – | Саксонія                       | Являє собою прямокутне полотнище з двома рівними по ширині горизонтальними смугами білого і зеленого кольорів з гербом землі посередині. Пропорції прапору: 3:5 або 1:2. |
|        | 1991 –                               | Саксонія-Ангальт               | Прапор складається з двох рівних по ширині горизонтальних смуг золотого і чорного кольорів з гербом землі посередині. Пропорції прапору: 3:5. |
|        | 1953 –                               | Північний Рейн — Вестфалія     | Прапор складається з зелено-біло-червоного триколору, у центрі якого поміщений герб землі. Пропорції прапору: 3:5 або 1:2. |
|        | 1991 –                               | Тюрингія                       | Являє собою прямокутне полотнище, яке складається з двох горизонтальних смуг білого і червоного кольорів з гербом землі посередині. Пропорції прапора можуть бути як 1:2, так і 3:5. |
|        | 1948 –                               | Шлезвіг-Гольштейн              | Прапор складається з синьо-біло-червоного триколору, у центрі якого поміщений герб землі. Пропорції прапору: 3:5 або 1:2. |